# 海軍少将
海軍少将（かいぐんしょうしょう、英語: Rear admiral  、Counter admiral または Divisional admiral）は海軍中将の下、海軍大佐、海軍准将 (Flotilla admiral など) または海軍代将の上、海軍中将が副提督と呼ばれることもあったのと同様に直訳から後備提督と呼ばれることもあった。NATO階級符号は'通常OF-7とされるが、アメリカ海軍やイタリア海軍では上級少将と下級少将に分かれ、下級少将を准将位としたり、旧ドイツ海軍やロシア海軍のように上級大将四階級制の将官階級制度を採用している国々では上級大将がOF-9に相当するため、そしてフランス海軍やスペイン海軍では陸軍および空軍准将と同格であるため、少将がOF-6となる例もある。

## 各国の海軍少将

### 日本
- 大日本帝国海軍：海軍少将
- 海上自衛隊：海将補

### 欧州
- イギリス海軍：Rear Admiral
- ドイツ海軍：Konteradmiral
- フランス海軍：Contre-Amiral
- イタリア海軍：Ammiraglio di divisione
- ベルギー海軍 : Divisieadmiraal、Amiral de division
- ポルトガル海軍：Contra-almirante

### 北米
- アメリカ海軍：Rear Admiral - 半数は1つ星 (one-star) の階級章を佩用し、他軍種の准将と同格とされる。区別が必要な場合、2つ星の少将は上級少将（RADM）、1つ星の少将は下級少将（RDML）と称される[3]。
- メキシコ海軍：Vicealimirante

### 南米
- ブラジル海軍：Contra-Almirante

## 階級章・旗章

### 海軍階級章

アメリカ海軍少将
イギリス海軍少将
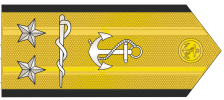
ブラジル海軍少将
フランス海軍少将
海上自衛隊 将補（甲）階級章
海上自衛隊　将補（丙）階級章

### 海軍少将階級旗

イギリス海軍少将旗
インド海軍少将旗
フランス海軍の少将旗
海上自衛隊の海将補旗
日本海軍の少将旗